# Canon EOS 6D Mark II
Canon EOS 6D Mark II — второе поколение цифровых зеркальных фотоаппаратов линейки 6D семейства EOS компании «Кэнон». Представлен 29 июня 2017 года, пришёл на смену модели EOS 6D.
Фотоаппарат имеет полнокадровую (соответствующую плёночному формату 135) матрицу и крепление для объективов Canon EF. EOS 6D Mark II стал первым полнокадровым фотоаппаратом в семействе EOS, который получил поворотный экран. Среди ключевых особенностей модели — 26-мегапиксельная матрица с чувствительностью до 102.400 ISO, обеспечивающая автофокусировку методом разности фаз, 45 точек фокусировки перекрёстного типа, встроенный GPS-приёмник, поддержка беспроводных сетей Wi-Fi, Bluetooth и технологии NFC, скорость серийной съёмки до 6,5 кадров в секунду.
Продажи Canon EOS 6D Mark II начались 26 июля 2017 года. Камера поставляется отдельно по цене $1999. Либо в комплекте с одним из трёх объективов: EF 24-105 мм f/3.5-5.6 IS STM — $2599, EF 24-105 мм f/4L IS II USM — $3099 или EF 24-70mm f/4L IS USM — £2379.
Производство камеры было прекращено в феврале 2024 года.

## Технические особенности
Canon EOS 6D Mark II имеет матрицу с 26,2 млн пикселей. Построен на базе процессора DIGIC 7.
- Full HD (1920×1080) с частотой до 60 к/с; HD (1280×720) до 60 к/с
- Скоростная съёмка 6,5 к/с с поддержкой автофокуса; 4,5 к/с в режиме live view с поддержкой автофокуса Dual Pixel CMOS AF
- Автофокус по всем точкам для объективов с диафрагмой f/8; 45 точек фокусировки системы AF II, все из них перекрёстного типа, центральная точка с чувствительностью до EV −3 при диафрагме f2,8; увеличена площадь по вертикали и горизонтали, занимаемая областью автофокуса, по сравнению с Canon EOS 6D
- Подсветка красным цветом точек фокусировки в видоискателе
- Видоискатель Intelligent Viewfinder II
- Режим фокусировки AI Servo AF III с поддержкой технологии EOS iTR AF
- Встроенная поддержка GPS с магнитным компасом, используемая для геотегинга: поддерживаются системы GLONASS, GPS, QZSS
- Чувствительность ISO увеличена с 100-25600 в EOS 5D Mark III до 50—40000.
- Система подавления мерцания, представленная в EOS 7D Mark II и EOS-1D X Mark II — камера производит съёмку в момент наибольшей яркости сцены. Активация данной функции может снизить скорость серийной съёмки
- Поворотный сенсорный экран, позволяющий пальцем выбирать точку фокусировки во время фотосъёмки и записи видео, а также с удобством производить селфи-съёмку
- Wi-Fi, Bluetooth и NFC для беспроводной передачи файлов и дистанционного управления камерой
- Новый стиль изображения Fine Detail
- Возможность съёмки таймлапсов в 4К

### Эргономика
Батарейная ручка Canon BG-E21 ценой в $249 стала более глубокой, что позволяет фотографу держать её ещё удобнее по сравнению с ручкой Canon BG-E13 для камеры EOS 6D. Позволяет использовать два аккумулятора LP-E6N или шесть элементов питания AA.

### Экран
Основной экран стал поворотным и сенсорным, при этом имеется возможность отключать восприимчивость к касаниям. Разрешение дисплея составляет 1,04 миллиона точек. Диагональ — 3 дюйма с соотношением сторон 3:2 и углом обзора в 170 градусов. Имеет антибликовое покрытие.

## Отличия
| Характеристика                      | EOS 6D                                    | EOS 6D Mark II                                  | EOS 5D Mark IV                                  |
| ----------------------------------- | ----------------------------------------- | ----------------------------------------------- | ----------------------------------------------- |
| Размер фотосенсора                  | 36 × 24 мм                                | 36 × 24 мм                                      | 36 × 24 мм                                      |
| Разрешение фотосенсора              | 20,2 Мп                                   | 26,2 Мп                                         | 30,4 Мп                                         |
| Процессор                           | Digic 5+                                  | Digic 7                                         | Digic 6+, Digic 6                               |
| Диапазон чувствительности ISO       | 100-25600 (50-102400)                     | 100-40000 (50-102400)                           | 100—32000 (50-102400)                           |
| Скорость съёмки, кадров в секунду   | 4,5                                       | 6,5                                             | 7                                               |
| Тип автофокуса                      | фазовый, контрастный (в режиме Live View) | фазовый, в режиме Live View: Dual Pixel CMOS AF | фазовый, в режиме Live View: Dual Pixel CMOS AF |
| диагональ LCD-дисплея               | 76 мм                                     | 76 мм                                           | 81 мм                                           |
| Площадь покрытия видоискателя       | 97 %                                      | 98 %                                            | 100 %                                           |
| Батарея                             | LP-E6, LP-E6N                             | LP-E6, LP-E6N                                   | LP-E6, LP-E6N                                   |
| Съёмка видео                        | 1920x1080, 30p                            | 1920x1080, 60p                                  | 4096x2160, 30p (только тайм-лапс фоторежим)     |
| Индивидуальная настройка объективов | до 40                                     |                                                 |                                                 |
| Карты памяти                        | SD (SDXC)                                 | SDXC UHS-I                                      | CompactFlash Type I SDXC UHS-I                  |

## Съёмка видео
Canon EOS 6D Mark II снимает видео с максимальным разрешением 1920×1080 с частотой 60 кадров в секунду. Возможность съёмки видео в 4К отсутствует.
- 1920×1080 с частотой 59,94; 50; 29,97; 25, или 23,976 к/с
- 1280×720 с частотой 59,94; 50; 29,97 или 25 к/с
- Motion JPEG 4K 29,97 / 25 к/с только для интервальной видеосъёмки

## Критика
Canon EOS 6D Mark II получил неоднозначные отзывы экспертов. Некоторые высказались о недостаточной функциональность камеры, морально устаревших возможностях. К примеру, Nikon D750, появившийся в продаже в 2014 году, может вести запись видео 1080p 60fps. Камера Sony A7S, появившаяся в апреле 2014 года, имеет диапазон чувствительности ISO 100—102400 с расширением до 50—409600, а также ведёт съёмку 4K и 720p 120.

### Преимущества
- Разрешение матрицы увеличено до 26,2 Мп
- Быстрая и точная система автофокусировки по 45 точкам, а также система Dual Pixel AF
- Серийная съёмка со скоростью до 6,5 кадров в секунду
- Возможность наклона и поворота сенсорного экрана
- Встроенные приёмники GPS, Bluetooth, Wi-Fi и NFC
- 5-осевая цифровая стабилизация
- ISO 40000
- Съёмка таймлапс в 4К.

### Недостатки
- Отсутствие поддержки быстрых карт стандарта SD UHS-II. Один слот под карту памяти. Что приводит к меньшей надёжности, более низкой скорости записи файлов
- Недостаточно широкий охват кадра 45-точками автофокусировки
- Отсутствие возможности съёмки видео в 4К
- Отсутствует выход для наушников
- КМОП-матрица с построчным переносом, из-за чего в видео с динамичными сценами проявляется эффект роллинг-шаттера.
- Прежнее меню настроек камеры, неудобное для управления с помощью сенсорного экрана
- Более низкий динамический диапазон относительно конкурентов
- Нет записи 120fps. Хотя у всех конкурентов есть.

## Конкуренты
- Nikon D750 — $2200
- Sony A7R — $2300
- Pentax K-1 — $2000
- Panasonic Lumix DC-GH5 — $2500
- Olympus OM-D E-M1 Mark II — $3000

## Цена
Стоимость Canon EOS 6D Mark II в США составляет от 1500 долларов.

## Комплектация
- Canon EOS 6D Mark II body
- Крышка байонета
- Ремень
- Наглазник
- Аккумулятор LP-E6N
- Зарядное устройство LC-E6E

### Magic Lantern
Прошивка Magic Lantern недоступна для Canon EOS 6D Mark II, как и для всех других моделей камер Canon с процессорами DIGIC поколений 6, 6+ и 7.